# Eubranchus conicla
Eubranchus conicla is een slakkensoort uit de familie van de Eubranchidae. De wetenschappelijke naam van de soort is voor het eerst geldig gepubliceerd in 1958 door Er. Marcus.